# Ишнарай
Ишнара́й (Ишнорас, устар. Ишнори; лит. Išnarai) — озеро на северо-востоке Литвы. Располагается на территории Интуркского староства в юго-восточной части Молетского района. Относится к бассейну Жеймяны.
Озеро имеет округлую форму, шириной 2,1 км и длиной 4,3 км. Находится на высоте 146,3 м над уровнем моря, в 2 км восточнее деревни Интурке. Площадь озера составляет 3,084 км². С северо-западной стороны к Ишнарай примыкает широкая протока Вашуокас, являющаяся продолжением узкого залива Гелуотас на востоке озера Галуонай. Сток идёт на север через протоку Ишнора в соседнее озеро Кяртуояй, относящееся к бассейну Лакаи, правого притока Жеймяны.